# رخداد گذرگاه دیتلوف
رخدادِ گذرگاهِ دیِتلُف رخدادی بود که منجر به مرگِ ۹ کوهنورد در کوه‌های شمالیِ اورال در شبِ دومِ فوریه ۱۹۵۹ شد. این حادثه در سمتِ شرقیِ حالت چهل (به زبانِ مانسی: کوه مرگ) اتفاق افتاده‌است. از آن زمان و پس ازین رخداد، گذرگاهی که در آن، حادثه رخ داده‌است با نامِ رهبرِ این گروه، ایگور دیتلوف نامیده شد. چگونگیِ این رخداد جزوِ اسرار و مرگ‌های حل‌نشده است.
پس از کشف اجسادِ این گروه، تحقیقاتی که توسط مقامات شوروی انجام شد مشخص کرد که شش نفر از آنها بر اثر سرمازدگی جان خود را از دست داده‌اند، در حالی که سه نفر دیگر بر اثر ضربه جسمی کشته شده‌اند. یکی از قربانیان آسیب عمده به جمجمه، دو نفر ضربه شدید قفسه سینه و دیگری ترک کوچکی در جمجمه خود داشت. چهار تن از جسدها در حالی که در آب روان در یک نهر افتاده بودند، پیدا شدند و سه نفر از این چهار جسد دارای بافت نرم سر و صورت آسیب دیده بودند؛ دو تن از اجساد دارای چشم‌های فرو رفته، یکی زبان و یکی ابروهای از بین رفته(تجزیه شده) بود. تحقیقات به این نتیجه رسید که یک "نیروی طبیعی قانع کننده" باعث مرگ این افراد شده است. نظریه های متعددی برای توضیح مرگ های غیرقابل توضیح آنان ارائه شده است، از جمله: حمله حیوانات، هیپوترمی، ریزش بهمن، باد های پایین‌رو، وحشت ناشی از امواج فروصوت، درگیری نظامی یا ترکیبی از این عوامل.
روسیه تحقیقات جدیدی را درباره این حادثه در سال ۲۰۱۹ آغاز کرد و نتیجه‌گیری آن در ژوئیه ۲۰۲۰ ارائه شد: بهمن منجر به مرگ افراد شده است. بازماندگان بهمن مجبور شده بودند به طور ناگهانی کمپ خود را در شرایط کم دید با لباس نامناسب ترک کنند و بر اثر سرمازدگی جان باختند. مطالعه‌ای به رهبری دانشمندانِ دانشگاه تحقیقاتی اکول پلی‌تکنیک فدرال لوزان و مؤسسه فناوری فدرال زوریخ که در سال ۲۰۲۱ منتشر شد، نشان داد که نوعی بهمن به نام بهمن تخته‌ای می‌تواند برخی از آسیب‌های کوهنوردان را توضیح دهد.

## اعضای گروه
گروهِ کوهنوردان ۱۰ نفر بوده‌اند و برای یک سفرِ اسکی در سراسر شمالِ اورال در استان سوردلوفسک آماده شده بودند. گروهِ به رهبریِ ایگور دیتلوف شاملِ هشت مرد و دو زن بود که بعداً یک نفر از اعضای گروه(یوری یودین) به دلیل مشکلات سلامتی بازگشت. بیشترشان دانشجویان یا فارغ التحصیلانِ دانشگاه صنعتی اورال بوده‌اند:
| اعضای گروه                    | اعضای گروه                             | اعضای گروه     | اعضای گروه | اعضای گروه | اعضای گروه                                                                          | اعضای گروه  |
| نام                           | نام به خط سیریلیک                      | تاریخ تولد     | سن         | جنسیت      | علت احتمالی مرگ                                                                     | منبع        |
| ----------------------------- | -------------------------------------- | -------------- | ---------- | ---------- | ----------------------------------------------------------------------------------- | ----------- |
| ایگور آلکسیویچ دیتلوف         | Игорь Алексеевич Дятлов                | ۱۳ ژانویه ۱۹۳۶ | ۲۳         | مذکر       | سرمازدگی                                                                            | [ ۲ ]       |
| یوری نیکولایویچ دوروشِنکو      | Юрий Николаевич Дорошенко              | ۲۹ ژانویه ۱۹۳۸ | ۲۱         | مذکر       | سرمازدگی                                                                            | [ ۲ ]       |
| لیودمیلا الکساندرونا دوبینینا | Людмила Александровна Дубинина         | ۱۲ مه ۱۹۳۸     | ۲۰         | مؤنث       | خونریزی داخلی ناشی از ضربه شدید به قفسه سینه                                        | [ ۳ ] [ ۲ ] |
| یوری الکسیویچ کریونیشنکو      | Георгий (Юрий) Алексеевич Кривонищенко | ۷ فوریه ۱۹۳۵   | ۲۳         | مذکر       | سرمازدگی                                                                            | [ ۲ ]       |
| الکساندر سرگیویچ کولواتوف     | Александр Сергеевич Колеватов          | ۱۶ نوامبر ۱۹۳۴ | ۲۴         | مذکر       | سرمازدگی                                                                            | [ ۲ ]       |
| زینایدا آلکسیوانا کولموگورووا | Зинаида Алексеевна Колмогорова         | ۱۲ ژانویه ۱۹۳۷ | ۲۲         | مؤنث       | سرمازدگی                                                                            | [ ۲ ]       |
| رستم ولادیمیرویچ اِسلوبودین    | Рустем Владимирович Слободин           | ۱۱ ژانویه ۱۹۳۶ | ۲۳         | مذکر       | سرمازدگی                                                                            | [ ۲ ]       |
| نیکولای ولادیمیرویچ           | Николай Владимирович Тибо-Бриньоль     | ۵ ژوئیه ۱۹۳۵   | ۲۳         | مذکر       | آسیب کُشنده به جمجمه                                                                 | [ ۴ ]       |
| الکساندرویچ زولوتاریوف        | Семён (Александр) Алексеевич Золотарёв | ۲ فوریه ۱۹۲۱   | ۳۸         | مذکر       | ضربه شدید به قفسه سینه                                                              | [ ۵ ]       |
| یوری یفیموویچ یودین           | Юрий Ефимович Юдин                     | ۱۹ ژوئیه ۱۹۳۷  | ۲۱         | مذکر       | گروه را در ۲۸ ژانویه به دلیل بیماری ترک کرد؛ در ۲۷ آوریل ۲۰۱۳ در سن ۷۶ سالگی درگذشت | [ ۶ ]       |

### هدفِ گروه
هدف دستیابی به دو قلهٔ اوتورتِن و آیکاچهل از اورال شمالی بوده‌است. مسیر، جزوِ مسیرهای مشکل بود و همهٔ گروه، در تورهای اسکی و کوهنوردیِ دیگری تجربه کسب کرده و ماهر بودند.

## ماجرا
گروه در تاریخِ ۲۵ ژانویه با قطار به ایفدل رسیدند. سپس با کامیون ویژای، آخرین نقطهٔ مسکونی در بخشِ شمالی رفتند. در ۲۷ ژانویه از ویژای بسمتِ اوتورتِن پیاده براه افتادند. روز بعد، یکی از اعضاء بنام یوری یودین که چندین بیماری زمینه ای داشت(از جمله رماتیسم و نقص مادرزادی قلب)، بدلیل درد زانو و مفاصل مجبور به بازگشت می‌شود. و باقیِ گروه که ۹ نفر بودند به سفر ادامه می‌دهند.
یادداشتها و دوربین‌های یافت شده در اطرافِ آخرین کمپ آنان، یافتنِ مسیر و جهتی که آنان تا آخرین روز طی کردند را ممکن کرد. در ۳۱ ژانویه، گروه به نقطه‌ای در کوهستان رسید که باید برای بالا رفتن آماده می‌شد. آن‌ها در یک درهٔ پوشیده از درخت، غذا و تجهیزاتی که در راهِ بازگشت مورد نیاز بود را ذخیره کردند. فردای آنروز در یکم فوریه تصمیم به عبور از گذرگاه گرفتند. به نظر می‌رسد که آن‌ها برنامه‌ریزی کرده بودند از گذرگاه عبور کرده و کمپ خود را برای شب بعد در طرف مقابل گذرگاه برپا سازند، اما به دلیل بدتر شدن شرایط آب و هوایی و بارش برف و کاهش دید؛ آن‌ها جهت خود برای بالا رفتن از کوه حالت سیخل را از دست داده و به سمتِ غرب منحرف شده‌اند. حالت سیخل در زبان مانسی که زبان افراد محلی می‌باشد به معنای کوه مرگ است.
هنگامی که آن‌ها متوجه اشتباه خود شدند، تصمیم به توقف و راه‌اندازی اردوگاه در دامنه کوه گرفتند. یودین، تنها بازمانده گروه در این مورد چنین نظر داد که "دیتلوف احتمالاً نمی‌خواست مسیری که بالا آمده بودند و به ارتفاعات بالاتر رسیده بودند را از دست بدهد و بپایین برگردد یا اینکه او تصمیم داشت تا کمپینگ در شیبِ کوه کلات سیاخ را نیز بهمراه گروه، تمرین و تجربه کند. "

## کاوش و کشف اجساد
دیتلوف پیش از ترکِ محل، موافقت کرده بود که بمحض بازگشت از سفر، تلگرافی برای باشگاهِ ورزشی خود ارسال کند. انتظار می‌رفت که این تلگراف تا پیش از ۱۲ فوریه بدستِ باشگاه برسد اما دیتلوف پیشتر به یودین گفته بود که حدس می‌زند این سفر کمی طولانی‌تر باشد. وقتی تا بیستم فوریه خبری از گروه دریافت نشد، اولین گروهِ تجسس شامل معلمان و دانشجویانِ مؤسسه و از سوی رئیس مؤسسه به منطقه اعزام شد و پس از آن نیز یک گروهِ نظامی به همراه هواپیما و بالگرد به تیمِ تحقیق پیوست.
در ۲۶ فوریه و پس از شش روز جستجو، گروهِ تحقیق موفق به یافتنِ کمپ کوهنوردان در دامنهٔ کوه مرگ شد. یکی از دانشجویان بنام میخاییل شاراوین که موفق به یافتنِ چادر شده بود گفت:
چادر فرو افتاده و پر از برف بود و کسی هم در درون آن نبود و بنظر می‌رسید که اعضاء گروه همهٔ وسایل و حتی کفشها را پشت سرِ خود به جای گذاشته و رفته‌اند.
چادر از داخل پاره شده بود و ردپاهایی از هشت تا نُه نفر که فقط جوراب بپای داشتند، بر روی برف‌ها به جای مانده بود. ردپاها تا پانصد متر و بسوی درختان ادامه داشتند و سپس با برف پوشانده شده بودند. در ابتدای جنگل و زیر یک سرو بزرگ، جسد دو مرد در کنار بقایای آتشی یافت شد در حالیکه بدون کفش بودند و فقط لباس زیر خود را بر تن داشتند. شاخه‌های درخت سرو تا پنج متر از سطح زمین شکسته شده بودند و حدس تیم تحقیق بر آن بود که از درخت بالا رفته بودند تا به چیزی و احتمالاً به کمپ نگاه کنند.
میان درخت سرو و کمپ، سه جسد دیگر نیز یافت شد و از حالات بدن‌ها بنظر می‌رسید که در تلاش برای بازگشت به کمپ بوده‌اند. از چهار جسد دیگر تا دو ماه بعد اثری یافت نشد و نهایتاً در زیر چهار متر برف و در فاصلهٔ ۷۵ متری از همان درخت یافته شدند.
یافتن چهار جسد باقیمانده بیش از دو ماه طول کشید. آنها سرانجام در ۴ مه زیر ۴ متر برف در دره ای ۷۵ متری دورتر از درخت سرو در جنگل پیدا شدند. از این چهار جسد سه نفر از آنها لباس های بیشتری بر تن داشتند و نشانه‌هایی وجود داشت که آنها برخی از لباس‌های کسانی که زودتر مرده بودند را درآورده و برای خود استفاده کردند. دوبینینا شلوار سوخته و پاره شده کریونیشنکو را پوشیده بود و پای چپ و ساق پا در یک ژاکت پاره پیچیده شده بود.

## تحقیقات

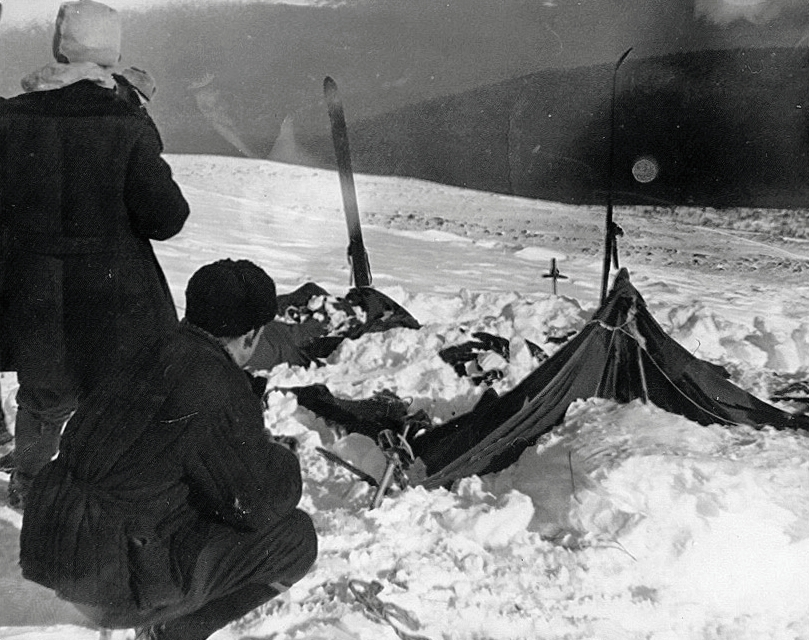
نمایی از چادری که در ۲۶ فوریه ۱۹۵۹ یافته شد: به همراهِ جوراب‌ها و کفش‌ها که در چادر به‌جای گذاشته شده بود.

بلافاصله پس از پیدا شدن پنج جسد اول، تحقیقات قانونی آغاز شد. در معاینه پزشکی هیچ آسیبی که ممکن است منجر به مرگ آنها شده باشد پیدا نشد و نتیجه گیری شد که همه آنها بر اثر سرمازدگی جان خود را از دست داده اند. رستم اِسلوبودین شکاف کوچکی در جمجمه داشت، اما تصور نمی‌شد که این یک زخم کشنده باشد.
معاینه چهار جسد پیدا شده در ماه مه، روایت این حادثه را تغییر داد. سه نفر از کوهنوردان جراحات کشنده داشتند: تیبو-برینیول آسیب عمده جمجمه داشت و دوبینینا و زولوتاریوف شکستگی‌های شدید قفسه سینه داشتند. به گفته بوریس ووزروژدنی، نیروی مورد نیاز برای ایجاد چنین خسارتی بسیار زیاد بوده و با یک تصادف اتومبیل قابل مقایسه است. قابل ذکر است که اجساد هیچ زخم خارجی مرتبط با شکستگی استخوان نداشتند، گویی تحت فشار زیادی قرار گرفته بودند.
هر چهار جسدی که در انتهای نهر در جریان آب جاری یافت شدند، بافت نرم سر و صورتشان آسیب دیده بود. برای مثال، دوبینینا زبان، چشم‌ها، بخشی از لب‌ها و همچنین بافت صورت و تکه‌ای از استخوان جمجمه‌اش را از دست داده بود، در حالی که زولوتاریوف کره چشم‌هایش را از دست داده بود و الکساندر کولواتوف ابروهایش را نداشت. بوریس ووزروژدنی، کارشناس پزشکی قانونی که کالبد شکافی را انجام داده بود، گفت که این صدمات پس از مرگ به دلیل قرار گرفتن اجساد در یک رودخانه اتفاق افتاده است.
گمانه‌زنی‌های اولیه مبنی بر اینکه مردم بومی مانسی، به این گروه حمله کرده و به دلیل تجاوز به زمین‌هایشان به قتل رسیده‌اند، وجود داشت. چندین مانسی بازجویی شدند، اما تحقیقات نشان داد که ماهیت مرگ‌ها این فرضیه را تأیید نمی‌کند: فقط ردپای کوهنوردان قابل مشاهده بود و هیچ نشانه‌ای از مبارزه تن به تن وجود نداشت.
خبرنگارانی که از بخش‌های موجود پرونده‌ گزارش دادند، ادعا کردند که در آن آمده است:
- شش نفر از اعضای گروه به دلیل سرمازدگی و سه نفر بر اثر جراحات مرگبار جان خود را از دست دادند.

- به غیر از ۹ مسافر هیچ نشانه ای از افراد دیگری در نزدیکی خلات سیاخل وجود نداشت.

- چادر از درون شکافته شده بود.

- قربانیان شش تا هشت ساعت پس از آخرین وعده غذایی جان خود را از دست داده بودند.

- ردپایی از کمپ نشان داد که همه اعضای گروه به میل خود و با پای پیاده اردوگاه را ترک کردند.

- سطوحی از تشعشعات روی لباس یکی از قربانیان مشاهده شد.[۹]

- ووزروژدنی برای رد نظریه حمله بومیان مانسی اظهار داشت که جراحات کشنده این سه جسد نمی تواند توسط انسان ایجاد شده باشد، "زیرا شدت ضربات بسیار قوی بوده و هیچ بافت نرمی آسیب ندیده است."

- اسناد منتشر شده حاوی هیچ اطلاعاتی در مورد وضعیت اندام های داخلی کوهنوردان نبود.

- هیچ بازمانده ای وجود نداشت.

## کاوشهای نخستین
کاوشگران مشخص کردند که اسکی بازان چادر خود را از داخل به منظورِ فرار از تهدیدی آشکار باز کرده بودند. آن‌ها اردوگاه را زیرِ بارشِ سنگینِ برف ترک کرده بودند. برخی از آن‌ها پابرهنه فرار کرده بودند. گرچه در اجسادِ یافته شده، هیچ نشانه‌ای از مبارزه و کشمکش یافت نشد، اما کاوش بر روی اجساد نشان داد دو قربانی دارای جمجمه و دندهٔ شکسته بوده‌اند. بدونِ اینکه ضربه‌ای دیده باشند، صورتِ یکی از افراد دچارِ آسیبِ شدید شده بود و زبانِ یکی دیگر از آن‌ها نیز گم شده بود. برخی دلیلِ این رخداد را ریزشِ بهمن و برخی دیگر، حمله‌ای از سویِ زیست فرازمینیها می‌دانند.